# Andrzej Tomecki
Andrzej Tomecki (ur. 23 marca 1932 w Warszawie, zm. 2 czerwca 2022 tamże) – polski aktor teatralny, filmowy i dubbingowy.

## Życiorys
Łącznik AK w czasie powstania warszawskiego w 1944. W 1956 ukończył studia na PWST w Warszawie. 1 września tegoż roku zadebiutował w teatrze.
Oficjalna przyczyna śmierci jest nieznana.

## Filmografia
- 1961: Szczęściarz Antoni – prokurator
- 1963: Godzina pąsowej róży
- 1964: Barbara i Jan – Kielski, inżynier w kopalni węgla brunatnego
- 1964: Nieznany – Grosberg
- 1965: Powrót doktora von Kniprode
- 1979: Przyjaciele
- 1980–2000: Dom
- 1981: 07 zgłoś się – Kazimierz Zwoliński w odc. 14
- 1998: Zabić Sekala – karczmarz
- 1999: Jak Gyom został starszym panem – Sztubak
- 2000–2001: Adam i Ewa
- 2002: Quo vadis – lekarz Glaukos, chrześcijanin

### Gościnnie
- 1997: Klan – sąsiad Bogny

## Polski dubbing
- 2012: Tempo Express –
  - pan Peng, dziadek Elmera (odc. 21),
  - ojciec Eustachy (odc. 22),
  - naczelny bibliotekarz (odc. 23)
- 2012: ArcaniA: Upadek Setarrif – Armin
- 2011: Przygody Tintina – Nestor
- 2011: Twierdza 3 – farmerzy
- 2008: Gothic 3: Zmierzch bogów
- 2008: Wyspa Nim
- 2005: Empire Earth II
- 2005: Awatar: Legenda Aanga
- 2004: Świątynia pierwotnego zła – Turuko
- 2004: Podbój Rzymu –
  - wódz Germanów,
  - wódz Celtów
- 2003: Chicago 1930 – Jack Beretto
- 2003: Szymek czarodziej –
  - prawnik A. Złośliwodupski,
  - Garbaty barman
- 2003: Gothic II: Noc Kruka –
  - Greg,
  - Torlof,
  - Lothar,
  - Baltram,
  - Snaf,
  - Lennar
- 2002: Icewind Dale II – Oswald Fiddlebender
- 2002: Gothic II –
  - Torlof,
  - Sekob,
  - Lothar,
  - Vino,
  - Raoul,
  - Baltram,
  - Wasili
- 2001: Gothic
- 2001: Fallout Tactics: Brotherhood of Steel
- 2001: Pokémon 2: Uwierz w swoją siłę – lektor w TV
- 2001: Diablo II: Lord of Destruction – Druid
- 2001–2003: Café Myszka
- 2001: Liga Sprawiedliwych
- 2000: Najdłuższa podróż –
  - Strażnik Awangardy,
  - Ojciec Raul,
  - Stary Alatien
- 2000: Stuart Malutki
- 2000: Opowieści Starego Testamentu – Ineni
- 2000: Sacrifice – Mithras
- 1999: Jak Gyom został starszym Panem w Czternaście bajek z Królestwa Lailonii Leszka Kołakowskiego – Jamnik, Sztubak
- 1999–2002: Chojrak – tchórzliwy pies – Bałwan (odc. 10a)
- 1999–2000: Produkcje Myszki Miki – Oberon
- 1998: Magiczny miecz – Legenda Camelotu – Merlin
- 1998: Piękna i Bestia: Zaczarowany świat Belli
- 1998: Zabić Sekala – karczmarz
- 1998: Batman i Superman – Komisarz James Gordon
- 1998: Srebrny Surfer –  General Ko’Vall (odc. 11)
- 1997–1998: 101 dalmatyńczyków
- 1997: Wirtualni wojownicy
- 1997: Wiek niewinności –
  - Dagonet,
  - Biskup
- 1996−2003: Laboratorium Dextera – czarnoskóry bandyta (odc. 14a)
- 1996: Świąteczna gorączka
- 1996: Hemingway
- 1996: Frankie i Johnny – Rosen
- 1996: Małpa w hotelu – Victor Dubrow
- 1996: Okruchy dnia – Premier
- 1995: Zwariowane melodie – Narrator
- 1994–1998: Spider-Man –
  - Dr Farley Stillwell,
  - strażak (odc. 2),
  - lokaj (odc. 5),
  - jeden z gapiów (odc. 8),
  - przechodzień (odc. 10),
  - brodaty odkrywca Tablicy Czasu (odc. 24),
  - właściciel sklepu zabawkarskiego (odc. 24),
  - Michael Pingree (odc. 29),
  - policjant powiadamiający o śmierci wujka Bena (odc. 29),
  - ochroniarz w odlewni Willington (odc. 30),
  - pan Jackson (odc. 32),
  - policjant (odc. 32),
  - sędzia (odc. 33),
  - agent ścigający Petera (odc. 33),
  - żołnierz Kingpina#3 (odc. 33)
- 1994–1996: Fantastyczna Czwórka – Dr Neville (odc. 25)
- 1994: Bodzio – mały helikopter
- 1994: Patrol Jin Jina
- 1993–1995: Szmergiel – pan Ziarenko (odc. 42)
- 1993−1994: Droopy, superdetektyw – Sprytny (odc. 7)
- 1992–1995: Tajna misja – Kustosz
- 1992–1993: Kroniki młodego Indiany Jonesa – Henri Rousseau (odc. 19)
- 1991: Mahabharata
- 1990–1994: Przygody Animków –
  - Kierownik Centrum Handlowego Acme (odc. 11),
  - Strażnik (odc. 12)
- 1990–1994: Super Baloo
- 1989–2001: Babar – Korneliusz
- 1989–1992: Chip i Dale: Brygada RR
- 1989: Babar zwycięzca
- 1987–1990: Kacze opowieści (pierwsza wersja dubbingu) –
  - rachmistrz liczący klientów w restauracji (odc. 13),
  - Robin Lurch, gospodarz programu „Styl życia obrzydliwie bogatych” (odc. 24),
  - właściciel klaczy Mylady (odc. 34),
  - Lord Battmountan (odc. 37),
  - ojciec Sknerusa McKwacza (odc. 38),
  - Dżin (odc. 59),
  - jeden z policjantów (odc. 69),
  - jeden z uczestników wideokonferencji (odc. 95)
- 1985–1988: M.A.S.K. – profesor Crowlay (odc. 40)
- 1985: 13 demonów Scooby Doo
- 1980–1981: Cudowna podróż – Bataki
- 1979–1982: Scooby i Scrappy Doo
- 1979: Tajemnica Enigmy – lektor
- 1970: Aryskotraci – Edgar
- 1967: Księga dżungli
- 1960: Flintstonowie